# Covidful
Vaccin contre la COVID-19 de l'Académie chinoise des sciences médicales, ou vaccin IMBCAMS COVID-19, commercialisé sous le nom de Covidful (mandarin : 科维福), est un vaccin contre la Covid-19 développé par l'Institut de biologie médicale de l'Académie chinoise des sciences médicales.

## Essais cliniques
En mai 2020, Covidful a commencé un essai clinique de phase I/II avec 942 participants en Chine.
En janvier 2021, Covidful a commencé les essais cliniques de phase III avec 34 020 participants du Brésil et de la Malaisie.